# El derecho de matar
El Derecho de Matar es una novela del escritor argentino Raúl Barón Biza, publicada por primera vez en 1933. Si bien la edición original fue secuestrada y retirada, se realizó una segunda reedición en 1935. Es el libro más famoso de Barón Biza.

## Contexto
A fines de noviembre de 1933 se anuncia la primera edición de “El Derecho de Matar”. El autor estaba preso por su enfrentamiento con el gobierno de facto cuando concluyó los trámites de la publicación. 
La presentación del libro es lujosa: 5000 ejemplares en papel de altísima calidad, y tapas revestidas en plata. 
En la portada se ve una guadaña y una calavera, y en la contraportada una cruz invertida sobre un escupitajo sanguinolento y en su interior tenía ilustraciones art-decó del dibujante Teodoro Piotti. El libro es descrito como un “alegato cívico-lésbico”,  una novela "pornográfico-filosófica" en la tradición del Marqués de Sade.

Mientras estuve preso, terminada la impresión de mi último libro “El Derecho de Matar”, novela de tesis a favor de los oprimidos y desheredados, se anunció por medio de afiches su aparición en Buenos Aires. La prensa burguesa atacó inmediatamente el título del libro, haciendo crítica sobre él antes de su aparición, lo que me demostraba que los repletos y ahítos con justa conciencia se daban como víctimas futuras de tal derecho.

Barón Biza hizo enviar uno de los ejemplares al Vaticano, mofándose del Papa con estas palabras: "para que tus porteros lo dejen pasar, para poder atraer tu atención, para que él sea una nota relevante de brillo en el salón entristecido de tu biblioteca oscura; he revestido de plata su portada".

## Argumento
El Derecho de Matar cuenta la historia de Jorge Morganti, su hermana Irma y su amante Cleo. La artificialidad y el exotismo van tejiendo una narración sesgada por reflexiones filosófico-morales que oscilan entre el erotismo tradicional y una nueva forma creada por la aguda sensibilidad de Barón Biza. 
La novela comienza con una carta al Papa Pío XI que justifica el envío del libro al Vaticano, al que sigue un breve prólogo. En el relato, Jorge Morganti es el nombre del protagonista, un aristócrata que reniega de su clase, que relata en primera persona su infancia y juventud en las serranías de Córdoba, años marcados por la figura de su padre. Posteriormente la novela transita la relación entre Jorge, su hermana Irma, y Cleo. La llegada de esta última al pueblo es un escándalo y el amor con Morganti lo aleja a éste de la responsabilidad asumida sobre su madre y hermana, y de la herencia de su padre. El amor entre Jorge y Cleo es insoportable para el pueblo, lo que provoca la partida de los dos hacia Río de Janeiro. Jorge abandona así a su madre y a Irma, su hermana.
En Brasil dilapidan el dinero y pronto se ven en la miseria. El encuentro de un Morganti mendicante con un antiguo amigo dispara el crimen. Jorge le suplica ayuda y ante el desprecio de aquel, lo mata. Con el dinero robado a la víctima emprenden el regreso a Buenos Aires. En la cubierta del barco se reencuentra con su amigo José Antonio, quien le cuenta de la muerte de la madre y le da indicios de la desventura de Irma.
Con la ayuda de José Antonio, metido en política, Jorge Morganti escala hasta convertirse en alguien más poderoso que su amigo mientras Cleo brilla en la vida de sociedad. En un banquete orgiástico se reencuentra con Irma, como una de las prostitutas. Ella, en su ausencia, ha padecido todo tipo de vejámenes. Jorge lleva a su hermana a vivir con él y con Cleo. En una siesta en que decide romper su rutina y regresar a casa, descubre juntas a Cleo y a Irma, que se han hecho amantes. “Debe” matarlas. Sin embargo, Jorge decide no hacerlo y se mata como último acto de rebelión ante la ley: “Soy más fuerte que Dios, voy a destruir, destruyéndome, esta agrupación de espermatozoides desarrollados”.

## Recepción
El gobierno de Agustín P. Justo (a quien Barón Biza había llamado "grotesco y fofo tiranuelo"[cita requerida])  hizo inmediatamente sentir su temor haciendo secuestrar en la misma imprenta la primera tirada completa de cinco mil ejemplares, e inició contra Barón Biza un proceso por obscenidad. Defendido por Néstor Aparicio, logró con dificultad una absolución, aunque permanecería en la cárcel por razones políticas.

## Reediciones
A comienzos del año 1935 se publica una segunda edición de “El Derecho de Matar”, en edición rústica, ya que deseaba que la obra fuera accesible para el bolsillo de los obreros. 
Ahora la portada es un dibujo con el mismo motivo, pero el autor es Carosselli, no Teodoro Piotti. Casi todas las ilustraciones de este último que aparecían en la versión original se repiten, pero ahora el propio Carosselli y Demichelis tienen a su cargo ampliar el concepto gráfico de la obra. En la contraportada se observa a una mujer de cabellos rojos, con los ojos desorbitados y un gesto de furia. A esta edición le seguiría una nueva en 1937, de la mano del editor M. Alfredo Angulo.